# Rozsdás hantmadár
A rozsdás hantmadár vagy fakófejű hantmadár (Oenanthe moesta) a madarak osztályának a verébalakúak (Passeriformes) rendjéhez és a  légykapófélék (Muscicapidae) családjához tartozó faj.

## Rendszerezése
A fajt Martin Hinrich Carl Lichtenstein német zoológus le 1823-ban, a Saxicola nembe Saxicola moesta néven.

## Alfajai
- Oenanthe moesta brooksbanki Meinertzhagen, 1923
- Oenanthe moesta moesta (Lichtenstein, 1823)[2]

## Előfordulása
Észak-Afrikában és a Közel-Keleten, Algéria, Egyiptom, Irak, Izrael, Jordánia, Líbia, Mauritánia, Marokkó, Nyugat-Szahara, Szaúd-Arábia, Szíria és Tunézia területén honos.
Természetes élőhelyei a füves puszták, cserjések és sivatagok, sziklás környezetben, folyók és patakok közelében.

## Megjelenése
Testhossza 14,5–16 centiméter.
|  |

## Életmódja
Rovarokkal táplálkozik, esetenként növényi anyagokat is fogyaszt.

## Természetvédelmi helyzete
Az elterjedési területe nagyon nagy, egyedszáma pedig stabil. A Természetvédelmi Világszövetség Vörös listáján nem fenyegetett fajként szerepel.